# ライオン・キング
『ライオン・キング』（The Lion King）は、1994年6月24日に全米で公開されたディズニーによる長編アニメーション映画。32番目のディズニーアニメーション作品。ライオンの王子シンバが、父親の仇である叔父を倒して王国に平和を取り戻す話。
スピンオフ及び続編に『ライオン・キングのティモンとプンバァ』（The Lion King's Timon and Pumbaa）、『ライオン・キング2 シンバズ・プライド』（The Lion King II: Simba's Pride、1998年）、『ライオン・キング3 ハクナ・マタタ』（The Lion King 1½、2004年）、『ライオン・ガード』（The Lion Guard）がある。
公開を待たずに事故死（1994年4月3日）したウォルト・ディズニー・カンパニー社長（当時）で冒険家でもあるフランク・ウェルズに捧げるとするメッセージで（スペシャル・エディションは『ダイナソー』『102』と同じオレンジ色のシンデレラ城のロゴで）物語が始まる。
2019年にはフルCGによるリメイク版も公開された。

## ストーリー
動物たちの王国、プライド・ランド。その王として尊敬を集めるライオンのムファサとサラビの間に次期王となる息子シンバが誕生した。シンバ誕生の儀式に大勢の動物たちが集まりシンバを称える。一方、シンバの叔父かつムファサの弟（敵）で次期王に選ばれなかったスカーは儀式を欠席し、王になる事ができない自分の立場を呪っていた。
その後、ムファサはシンバに自然界を支配するバランス、サークル・オブ・ライフ（the Circle of Life、生命の環）について、また王としての心構えについて教えた。シンバは叔父のスカーに自分が王になれることを話すとスカーは思わず口を滑らせてシンバに「ゾウの墓場」のことを話してしまい、「あそこへは行くな」と忠告するが、シンバはその忠告を無視しガールフレンドで幼馴染のナラを誘い、サイチョウの執事・ザズーの目を盗んでゾウの墓場へ遊びに行ってしまう。しかしそこはなんと、ハイエナ達の住処だったのだ。シンバとナラはハイエナ達に襲われるが、助けに来た父のムファサに命を救われる。帰りにムファサはシンバを厳しく叱り、約束を破ってしまったことを反省したシンバは「父さんみたいな勇敢で怖いもの知らずなライオンになりたかった」と打ち明ける。ムファサはそれに対して「勇気と無謀は別だ。王にだって怖いものはある」とシンバを失う不安があったことと王としての誇りを教え、更に星空を見上げて「歴代の王が見守っている」と諭した。
その頃、火山の噴火口のハイエナ達の住処で傷だらけになったハイエナ達の前にスカーが現れた。実はスカーは自分が王の座に就くためにムファサとシンバを亡き者にしようと、ハイエナ達と手を組んで暗躍していたのだった。今回の作戦が失敗したスカーはハイエナ達に自分の餌を与え、再び作戦を練り直す。ある日、スカーはシンバに「お前を驚かすものがあるから待っていろ、それから吠え方も練習した方が良い」と嘘をつき、荒野に取り残す。シンバは言われた通りに吠える練習をすると、突然地面が揺れ出した。シンバがふと見上げると崖の上のヌーの群れが暴走しだしたのだ。必死にヌーから逃げるシンバだが、とうとう追い詰められてしまった。ムファサは何とかシンバを救いあげるが、今にも崖から滑り落ちそうだった。崖をあがくムファサはスカーに助けを求めるがスカーに裏切られ、そのまま突き落とされてしまった。シンバが崖から降りるとムファサは既に死んでいた。父の死に途方に暮れるシンバの前にスカーが現れ、シンバはスカーに濡れ衣を着せられ追放されてしまった。ムファサの死とシンバの追放によってプライド・ランドは完全にスカーに支配されてしまった。
父親を失い、故郷を追われ、絶望に打ちのめされていたシンバは砂漠で行き倒れになり、ハゲワシに食べられかけた。そこにミーアキャットのティモンとイボイノシシのプンバァが現れ、偶然にも助けられた。当初は肉食のシンバを敵視していたティモンだったが、シンバを味方にすれば敵に襲われなくても済むと考えたプンバァの提案を受け入れ、彼を仲間にすることにした。しかし、過去のことで元気のないシンバは2匹と一緒に「ハクナ・マタタ（Hakuna Matata、スワヒリ語で『くよくよするな』の意味）」をモットーとした暮らしを続け、立派なオスライオンへと成長する。しかし、シンバは未だに過去を引きずっていたため、星空について話あった時に2匹にからかわれたため落ち込んでしまう。すると、偶然にもフケが飛び散り、遠くプライド・ランドまで届いたその臭いを嗅いだヒヒのラフィキはシンバがまだ生きていることを確信した。
一方プライド・ランドは、スカーによって荒廃していた。もう食料も残っておらずみんな飢え死に寸前だったが、スカーは王位に就いたことに満足し現状を変えようとしなかった。シンバは、助けを求めて故郷を出てきたナラと偶然にも再会し、王国の現状を知らされる。過去と向き合うことに躊躇し、葛藤するシンバはナラの説得に応じずにその場を出て行ってしまう。落ち込む彼にラフィキと父の幻に導かれ、スカーと対決して王国の平和を取り戻すことを決意する。自由な暮らしが奪われる不安を抱いていたティモンとプンバァもナラからシンバが王国へ戻りに向かってることを聞き、彼の後を追った。
帰還したシンバはスカーと対決しようとした。しかし、スカーは「お前のせいで父親が死んだ。その父親をお前が殺した！」とシンバをなじって崖に突き飛ばし、燃え上がる炎に落とそうとした。その光景を見たスカーは冥途の土産に「俺がムファサを殺した」と耳元で暴露する。それを聞いて激怒したシンバは崖から脱出してスカーに襲いかかる。みんなの前で真実を言わざるを得なくなったスカーはハイエナ達に後詰をさせて逃げ惑うものの、とうとうシンバに追い詰められてしまった。弱気になったスカーは「真実の敵はハイエナだ」と命乞いをして見逃してもらうとするが、シンバにはそんな見え透いた嘘は通じなかった。「無力な叔父を殺す気か？」と弱音を吐くスカーにシンバは「お前とは違う」と言い放つ。それを聞いて命拾いしたスカーは何でもすると言うが、シンバが言い渡したのは永久追放だった。スカーは出ていくフリをしてシンバを油断させ襲いかかるが、一瞬の隙を突かれそのまま崖から突き落とされた。スカーが起き上がるとそこにはハイエナ達が待ち伏せしていた。ホッとしたスカーは「真実の友よ」とつぶやくが、前述の命乞いを全てハイエナ達に聞かれており、ハイエナ達からも愛想を尽かされ、食い殺されてしまった。
スカーが倒されたことでプライド・ランドに平和が戻り、シンバは勝利の雄たけびを上げた。そして、シンバはプライド・ランドの新たな王となり、ナラと結婚して、その間に子供が産まれた。

## 登場キャラクター
※以下の紹介には、テレビ版での設定も含む。

### 主要キャラクター
シンバ（Simba）
本作の主人公である、子供のオスライオン。プライド・ランドの王であるムファサと女王サラビの息子。アハディとウルの孫。茶色と黄色の中間的な体色と赤い鬣（たてがみ）と目を持つ。一人称は幼少期の頃は「僕」と統一していたが、成長してから「俺」・「僕」と使い分けていた。ムファサとサラビの愛情を一心に受けて育つ。幼少期はやんちゃで、叔父のスカーにそそのかされた事にも気づかず、勇気を示そうとムファサの命に背いて危険なゾウの墓場へ行ってしまい、「勇気と無謀は違う」と叱られたこともあった。
ある時スカーに乗せられ何も知らないまま遠吠えの練習をしていた際にヌーの大暴走に巻き込まれ、その事でシンバを助けたムファサが死亡してしまい、スカーの発言もあり故郷であるプライド・ランドから追放されてしまう。
その後はティモンとプンバァに出会い、二匹に助けられながら共に育っていき、立派なオスライオンへと成長していく。その後、再会したナラにプライド・ランドがスカーとハイエナに乗っ取られたことを聞き戻るよう誘われるも、自暴自棄で自分の過去を忘れたいと思ったがために彼女の説得に応じなくなってしまう。しかし、ラフィキや父の幻に励まされ、ナラや自分を案じて合流したティモン達と共に帰還。一度は追い詰められるがスカーが父の仇であると知ると激怒し態勢を立て直す。スカーを撃破後、プライド・ランドの新たな王となった。
『キングダム ハーツ』及び『キングダムハーツチェインオブメモリーズ』では召喚獣として登場する。
『キングダム ハーツII』ではプライド・ランドでの仲間キャラクターとして登場する。
名前はスワヒリ語で「ライオン」を意味する。
ナラ（Nala）
サラフィナの娘で、シンバとは幼馴染で一番の親友。本作のヒロイン。真っ白の体毛で青い目をしている。一人称は「あたし」または「わたし」。
プライド・ランドの危機の際には、群れを離れ、単身で助けを求めにきた。子供の頃はお転婆で活発な女の子であった。勝ち気なメスライオンであり、シンバとの取っ組み合いで圧倒することがあるなど、体力もある。ひょんなことから成長したシンバと再会し故郷に戻るよう誘うも、シンバが自暴自棄になっていたため彼の消極的な態度に腹を立ててしまうが、シンバがプライド・ランドへ戻る決意をしたと知り、和解した。スカーとの決戦時にはハイエナの群れに立ち向かった。平和が戻ってからシンバと結ばれ、プライド・ランドの王妃となる。
『キングダム ハーツII』にも登場する。
名前はスワヒリ語で「贈り物」を意味する。
ムファサ（Mufasa）
プライド・ランドの王であるオスライオン。シンバの父親であり、アハディとウルの長男でスカーの兄。息子同様の体色と鬣をしている。一人称は「私」（シンバの前では「父さん」）。
シンバの良心的な父親であり、誰からも信頼されている誠実で誇り高い王であった。王である責任から厳格にふるまっており、ゾウの墓場へ立ち入ったシンバに事の重大さや、勇気と無謀の違いを厳しく説いたり、弟のスカーが取った不敬行為も贔屓せずに冷徹に対応した。しかし、最期はスカーの策略により、ヌーの大暴走に巻き込まれたシンバを助け、崖をあがくが、スカーに崖から落とされて殺害された。その後、シンバを天から見守り自分を見失いかけた彼を励ます。
『キングダム ハーツII』にも登場する。

### 仲間
ラフィキ（Rafiki）
年老いたヒヒ（見た目はマンドリル）。呪術師であり、王の最初の子供の誕生の儀式では欠かせない存在となっている。ムファサの死とシンバの追放によってプライド・ランドがスカーによって支配された時は落ち込んでいたが、偶然にも風に飛ばされたシンバのフケの臭いを嗅いでシンバが生きていることを確信する。自分を見失って悩んでいたシンバを導いた。また、プンバァとティモンにハクナ・マタタを教えた人物でもある。年は取っているものの格闘技術は相当なもので集団で襲ってきたハイエナを仕留めたほどである。一人称は「ワシ」。
なお、3でティモンは最初に彼に会っているが、当時その設定がなかったため、ラフィキがナラやティモン達に「王（シンバ）は戻られた」と言う場面で初対面という設定になった。
『キングダムハーツII』にも登場する。
名前はスワヒリ語で「友」を意味する。
ザズー（Zazu）
プライド・ランドの王に仕える執事のアカハシコサイチョウ。幼少期のシンバ、ナラの面倒をみることもあり、そのやんちゃぶりには手を焼いていた。王に忠実である故かムファサの命令には逆らえず、彼にシンバの狩りの練習相手になるよう押し付けられている。シンバ誕生の儀式を欠席したスカーに対して「出来損ない」「家族の恥さらし」「敷物にしてひっぱたいてやります」などと陰口を叩いていた。ムファサの死によってスカーが王となってからもプライド・ランドへ残ったが、スカーによって骨で作った檻に幽閉され、彼の傍若無人な振る舞いに辟易していた。しかし、ティモンとプンバァによって解放された。礼儀正しく、ツッコミ役を担うことも多い。一人称は「わたくし」。
ティモン（Timon）
砂漠のオアシスに住むミーアキャット。陽気な性格でお調子者。一人称は「オレ」。
プンバァと共にシンバを助けたことが縁で親友になった。当初は肉食のシンバを怖がっていたが、シンバを味方にすれば外敵に襲われずに済むと考え仲間として歓迎した。シンバの子育ての時にはザズー同様、やんちゃぶりに手を焼き、その苦労を「子育て地獄」と称した。
口が悪い上に小心者で、危機に陥ると保身に走ることもある一方、プライド・ランドへ戻ることを決めたシンバを放っておけずに協力するなど面倒見が良い。頭の回転が非常に速く、様々な作戦を思いつく。
以前は穴掘りの仕事が嫌になったのが災いして、ハイエナに故郷を襲われた折に仲間から除け者にされてしまい、自ら故郷を出た。放浪中にラフィキにハクナ・マタタの精神を学び、プンバァと出逢う。
『キングダム ハーツII』にも登場する。
プンバァ（Pumbaa）
ティモンの相棒のイボイノシシ。大変な大食いで虫が大好物。一人称は「オレ」。
砂漠で倒れていたシンバを見つけ、助けたことが縁で親友になった。ティモンと違い、シンバを恐れずにペットとして飼おうとした。気が優しく力持ちで、成長したシンバがナラと再会したことでオアシスでの生活が終わることを危惧するティモンの妨害に協力するが、彼らに感動して共にプライド・ランドへ渡る。のんきでおっとりしてはいるもののブタと呼ばれるのが嫌いで、ハイエナたちに「ブタ」と呼ばれた際には激怒し、ハイエナの群れを蹴散らした。本人曰く「オレを呼ぶときは“ブタさん”だ!」。
ティモンと出会う前は、体臭やおならの臭いが酷く群れから追い出され、そのせいで友達がいなかった。
『キングダム ハーツII』にも登場する。
名前はスワヒリ語で「にぶい」を意味する。

### 敵
スカー（Scar）
アハディの次男で、ムファサの弟(敵)であるオスライオン。シンバの叔父。黒く長い鬣と痩躯、左目の傷が特徴。本作のディズニー・ヴィランズ。一人称は「俺」。モデルはバーバリライオン。

ハイエナトリオ
スカーの協力者である3頭のハイエナたち。サイドストーリー『ライオン・キング3 ハクナ・マタタ』では、ティモンの故郷を襲ったのも彼らであり、ティモンにとって彼らはトラウマにあたることが明らかになった。
スカーの命令には忠実で王に就いた彼に意見できる数少ない存在だった。しかし終盤でシンバに追い詰められたスカーが自分たちに罪をなすりつけたことを許せずに彼を食い殺した後、プライド・ランドから逃走した。
『キングダム ハーツII』ではボスキャラクターとして登場する。
シェンジ（Shenzi）
メスのハイエナでリーダー。鬣が前に少し垂れていて、顔つきは彼女の声を担当する女優本人。一人称は「アタシ」。姉御肌でしっかり者、頭の回転が速い。実質的にバンザイとエドを従えている。常に冷静で、スカーの治世でプライドランドが食料不足に陥った際は、感情的になるバンザイを抑え、落ち着いてスカーに現状報告をしていた。色気があるためティモンに告白されたこともある。「シェンジ」とはスワヒリ語で「獰猛」。
バンザイ（Banzai）
オスのハイエナ。一人称は「俺」。気が荒っぽくぶっきらぼうだが、冷静なため仲介役。感情を抑えるのは苦手で口が悪くなることがよくあり、そのたびにシェンジに止められている。ドジが多く喧嘩早いトラブルメーカー。「バンザイ」とはスワヒリ語で「こそこそする」。
エド（Ed）
オスのハイエナ。いつも笑っていて何を考えているのか分からない。無口で、犬のような鳴き声を出す。かなり子供っぽい行動をすることもあるが、その一方で意外と頭の回転が早い。

### その他
サラビ（Sarabi）
ムファサの妻で、シンバの母親である心優しいメスライオン。ムファサの死（シンバが死んだと思い込み、ショックを受けた）により未亡人になった後、王位に就き独裁政治を振るった義弟スカーに諫言するなど気丈な性格だったが、悉く撥ねつけられた。大人になった息子のシンバと再会した時は、一瞬ムファサと見間違えたが、最愛の息子だとわかると喜んだ。ムファサが死んだのは「自分のせいだ」と聞いた時に青ざめたが、スカーから「俺がムファサを殺した」との一言でシンバと共にハイエナ達と戦った。
名前はスワヒリ語で「蜃気楼」を意味する。
サフィナ（Sarafina）
ナラの母親であるメスライオン。彼女の夫（ナラの父親）と思われるオスライオンも登場しているが、出番は少なかった。なお、彼は自身がサラフィナの枕になって眠っていた。
コパ（Kopa）
シンバとナラの息子（ムファサとサラビとサラフィナの孫息子）で、新しい次期王。スカーを倒した後やエンディング前で登場するが、『ライオン・キング2 シンバズ・プライド』は登場せずに妹のキアラが登場する。家系図通り、最初に生まれた子はコパという名前だが、映画版では名前が出て来ない。
名前はスワヒリ語で「心」を意味する。
ゴーファー
ザズーにハイエナがプライド・ランドに現れたことを伝えた。
ヌーの群れ
スカーの計画でシンバを襲ったヌーの大群。一頭だけ転倒した。

### 絵本オリジナルキャラクター
テレビではなく、絵本のみで登場している。
アハディ (Ahadi)
ムファサとスカーの実父で、シンバとは父方の祖父にあたる。体の色はムファサと同色、鬣はスカーと同色である。
ウル (Uru)
ムファサとスカーの実母で、シンバとは父方の祖母にあたる。体の色はスカーと同色である。
モハツ (Mohatu)
ムファサとスカーの母方の祖父で、シンバとは父方の曽祖父にあたる。
Mheetu
ナラの実弟で、シンバとは義弟にあたる。

## 挿入歌
- "Circle of Life"（サークル・オブ・ライフ）歌：宮園ゆかり

冒頭の歌詞はズールー語。1994年度アカデミー歌曲賞にノミネートされた。
- "Morning Report"（朝のご報告）歌：梅津秀行、市川聡一

オリジナル版の映画にはなく、ブロードウェイ・ミュージカルのために作られ、2003年にホーム・ビデオ&DVD用に再リリースされたスペシャル・エディションで追加された。なお、収録時には映画の公開から数年が経っていたため、当時幼年期のシンバを演じていたキャストは既に声変わりしており、このシーンのみ代役が立てられた（続編の『ライオン・キング3/ハクナ・マタタ』も同様）。
- "I Just Can't Wait to Be King"（王様になるのが待ちきれない）歌：中崎達也、山本純子、梅津秀行
- "Be Prepared"（準備をしておけ）歌：壤晴彦、片岡富枝、樋浦勉
- "Hakuna Matata"（ハクナ・マタタ）歌：三ツ矢雄二、小林アトム、中崎達也 / 宮本充
- 1994年度アカデミー歌曲賞にノミネートされた。
- "The Lion Sleeps Tonight"（ライオンは寝ている）この歌は映画オリジナルの歌ではない。
- "Can You Feel the Love Tonight"（愛を感じて）歌：山下由紀子、宮本充、華村りこ、三ツ矢雄二、小林アトム

1994年度アカデミー歌曲賞を受賞した。
以下は日本語版クレジットのない挿入歌である。
- I've Got a Bunch of Coconuts
- It's a Small World（小さな世界）
- Hawaiian War Chant（ハワイの戦争の歌）

## スペシャル・エディション
公開から9周年を迎えた後の2003年10月に発売されたスペシャル・エディションのDVDは2枚組で、オリジナルの他に新たにスペシャル・エディション版本編（挿入歌に「朝のご報告」が加わり、開幕と終幕にオレンジ色の眠れる森の美女の城のロゴが登場する）や新作ゲーム（DVDのみ。本編ディスク収録分はプレイランドと呼ばれる。特典ディスク収録分は『ティモンとプンバァのバーチャルサファリ』）等が追加された。
またその翌年の7月に10周年を迎えると共に、日本で5周年を控えた次作のスペシャル・エディションが発売された。
その年の11月3日にはスピンオフテレビアニメの短編集のDVDが発売された。

## 補足
- ムファサの声を担当しているジェームズ・アール・ジョーンズは、『スター・ウォーズシリーズ』のダース・ベイダーの声を担当しているが、本作の中でシンバに語りかけるセリフのひとつに「お前は私の息子だ」というのがある。これは『スター・ウォーズ/帝国の逆襲』の中でベイダーが息子であるルーク・スカイウォーカーに語りかけたセリフと同じである。
- 挿入歌"I Just Can't Wait to Be King"（早く王様になりたい）は当初、ムファサも参加する予定だったが、ジェームズ・アール・ジョーンズの声質に合わなかったため実現には至らなかった。
- もともとスカーの手下となる動物はブチハイエナではなくリカオンというアフリカのサバンナに生息するイヌ科動物だったが、WWFから苦情が来た結果より有名でライオンとの因縁関係が知られるブチハイエナに変更されたという逸話がある。
- 挿入歌"Be Prepared"（準備をしておけ）は、スカーの歌であるが、ジェレミー・アイアンズの声帯に異常が見られたため、後半部分のみジム・カミングスが代役を担当している。
- 挿入歌"Hakuna Matata"（ハクナ・マタタ）では、プンバァがハクナ・マタタ精神に目覚めるまでの経緯が語られているが、制作段階ではティモンのミーアキャットの群れでの生活や、群れを離れるまでの経緯を描いた"ティモン・バージョン"が用意されていた。
- ピクサー映画『トイ・ストーリー』の中で1フレーズだけ引越しの時に車の中で"Hakuna Matata"（ハクナ・マタタ）の曲が流れるシーンがある。
- 音楽を担当したハンス・ジマーは、作曲をする際にMacintoshを使用している。Mac内で録音されたパーツを融合させて作っていた。
- 終盤のシンバとスカーの対決シーンは、始めは「スカーがシンバをプライド・ロックの下へと投げ飛ばし、シンバは運よく下に在った木に捕まり、スカーはシンバが死んだと思い込んで高笑いし、その間に火がプライド・ロックの上へと燃え移りスカーが焼け死ぬ」というシナリオだった。しかし、スタッフは「キャラクターが生きたまま焼かれるのはディズニー映画にしては怖すぎる」と反対意見が一致し、シーンの内容が変更された。
- 吹替版では、ムファサが死んだ事に関しスカーがシンバを「悪党め!」と糾弾し、それがスカーの策略だったことがわかった際にシンバは「卑怯者!」と糾弾し、逃げるスカーを追い詰めた際もシンバは「卑怯者!」と言っているが、いずれのシーンも原語版では「Murderer!」と言っており本来は「人殺し、殺人者」という意味で、ディズニー映画としては過激な言葉である。劇団四季版ミュージカルでは原語版同様「人殺し」と言っている。字幕スーパーではキャラクターに人間がいないこともあり、「父殺し」「卑怯者」「汚い奴」と訳されている。
- 映画評論家の淀川長治は自身の著書で「あれはギャング映画だ。ディズニー生存中なら封切りを止めたであろう。」と本作を批評していた
- 本作はドルビーデジタル5.1chサラウンドで公開された。だが、技術の問題や当時の録音ミキサーが5.1chに関するノウハウが乏しかった為、マルチチャンネルを生かしたとは言えないサウンドデザインになったという。その為、2003年にIMAXシアターでのリバイバル上映が決定した際に現在の技術でミキシングをやり直す事になり、リアスピーカーやサブウーファーを生かした仕上がりになった。その音源を元にDTSにマスタリングした物がDVDのスペシャル・エディションに収録されている[6]。

## キャスト
| 役名               | 原語版声優                                                                             | 日本語吹き替え |
| ------------------ | -------------------------------------------------------------------------------------- | -------------- |
| ムファサ           | ジェームズ・アール・ジョーンズ フランク・ウェルカー（鳴き声）                          | 大和田伸也     |
| シンバ（子供時代） | 台詞：ジョナサン・テイラー・トーマス 歌：ジェイソン・ウィーバー                        | 中崎達也       |
| シンバ             | 台詞：マシュー・ブロデリック 歌：ジョセフ・ウィリアムズ フランク・ウェルカー（鳴き声） | 宮本充         |
| ゴーファー         | ジム・カミングス                                                                       | 宮本充         |
| エド               | ジム・カミングス                                                                       | 原語版流用     |
| ノビ               | フランク・ウェルカー                                                                   | 原語版流用     |
| ナラ（子供時代）   | 台詞：ニキータ・カラム 歌：ローラ・ ウィリアムズ                                       | 山本純子       |
| ナラ               | 台詞：モイラ・ケリー 歌：サリー・ドウォルスキー                                        | 華村りこ       |
| スカー             | 台詞：ジェレミー・アイアンズ 歌（一部のみ）：ジム・カミングス                          | 壤晴彦         |
| ティモン           | ネイサン・レイン                                                                       | 三ツ矢雄二     |
| プンバァ           | アーニー・サベラ                                                                       | 小林アトム     |
| ザズー             | ローワン・アトキンソン                                                                 | 梅津秀行       |
| ラフィキ           | ロバート・ギローム                                                                     | 槐柳二         |
| サラビ             | マッジ・シンクレア                                                                     | 北浜晴子       |
| バンザイ           | チーチ・マリン                                                                         | 樋浦勉         |
| シェンジ           | ウーピー・ゴールドバーグ                                                               | 片岡富枝       |
| サフィナ           | ゾーイ・リーダー                                                                       | 竹村叔子       |

### 朝のご報告
| 役名               | 原語版声優                     | 日本語吹き替え |
| ------------------ | ------------------------------ | -------------- |
| ムファサ           | ジェームズ・アール・ジョーンズ | 大和田伸也     |
| シンバ（子供時代） | イアン・サウチェド             | 市川聡一       |
| ザズー             | ジェフ・ベネット               | 梅津秀行       |

## スタッフ
- 監督：ロジャー・アレーズ、ロブ・ミンコフ
- 製作：ドン・ハーン
- 脚本：ジョナサン・ロバーツ、アイリーン・メッキ、リンダ・ウールヴァートン
- 音楽：ハンス・ジマー
- 主題曲：『愛を感じて』（Can You Feel the Love Tonight ）歌・作曲：エルトン・ジョン、作詞：ティム・ライス

### 日本語版
- 演出：松岡裕紀
- 音楽演出：深澤茂行
- 翻訳：木原たけし
- 訳詞：片桐和子／佐藤恵子[7]
- 録音・調整：オムニバス・ジャパン
- 録音制作：東北新社
- 制作監修：岡本企美子／津司大三[7]
- 制作：DISNEY CHARACTER VOICES INTERNATIONAL, INC.

## 反響
ディズニー・ルネサンスと呼ばれる時期に作られた成功作のうちの1本である。9億8千万ドルという興行収入を上げ、これは『アナと雪の女王』『トイ・ストーリー3』に次ぎアニメ映画史上NO.3である（世界歴代興行収入上位の映画一覧参照）。
しかしインフレ調整版では『アナと雪の女王』よりも上であり、2022年現在映画史上最も観客動員数が多かったアニメーション映画となっている。
セルビデオの売上は2003年夏で5500万本で、全ての映画を含めても世界一の記録である。日本の出荷数は200万本。
サウンドトラックの売上は1500万枚で、アニメ作品としては世界一の記録である。

## 受賞
- 1994年 アカデミー賞 作曲賞。
- 1994年 アカデミー賞 主題歌賞。
- 1994年 ロサンゼルス映画批評家協会賞 アニメーション賞。
- 1994年 ゴールデングローブ賞 作品賞（ミュージカル・コメディ部門）。
- 1994年 ゴールデングローブ賞 音楽賞。
- 1994年 ゴールデングローブ賞 歌曲賞。

## 盗作騒動
本作発表の前後、手塚治虫による1960年代のテレビアニメ『ジャングル大帝』とプロットやキャラクター、またいくつかのシーンが酷似しているという指摘がアメリカのファンやマスコミから提示された。
日本からはディズニー側の態度に疑念を抱いた漫画家の里中満智子が、配給を行うブエナ・ビスタ・インターナショナルへ国際宅配便で質問状を送り、漫画家82人を含む計488人が質問の趣旨に賛同して署名を添えた。
これに対しディズニーは当初、製作者は『ジャングル大帝』を知らず、『ジャングル大帝』に似ているのは偶然の一致に過ぎないと反論した。しかし、サンフランシスコ・クロニクルが主要スタッフにインタビューを行ったところ、8名中3名が『ジャングル大帝』を知っていると答えた。また、ヴェネツィア国際映画祭で銀獅子賞を受賞している『ジャングル大帝』を、アニメ映画に携わる者が知らない方が不自然とも指摘された。ディズニーは反論として、ライオン・キングは『バンビ』やシェイクスピアの『ハムレット』から着想を得たと説明した。また、アフリカを舞台にすれば登場する動物の種類は限られることや、逆に相違点なども多く提示された。
この騒動は、手塚プロダクションが「もし手塚本人が生きていたら、『自分の作品がディズニーに影響を与えたというのなら光栄だ』と語っただろう」という声明を出したことにより沈静化した。1994年7月13日の『ロサンゼルス・タイムズ』は、企画時の『ライオン・キング』のタイトルが「King of the Jungle」だったと報道した。ライオンの生息地はサバンナであり、ジャングルに生きるライオンという設定は特殊なもので、『ジャングル大帝』では冒頭部で「たったひとつの例外」と書かれている。しかし、これによって騒動が再燃することはなく、当事者同士が主張を戦わせなかったために騒動は収束した。
なお、逆にディズニー作品『バンビ』が手塚治虫に与えた影響については、この映画が日本で公開されたのが1950年、漫画『ジャングル大帝』の連載はこの1年前であり、弁護士の福井健策は両作品間の影響について懐疑的としている。しかし、『ジャングル大帝』は連載期間が3年であり、当初構想していたものと内容が変化したのは、連載中に見た『バンビ』に非常に感銘したからだと、手塚自身が影響を認める回想を書き残している。
なお、田中圭一による手塚治虫パロディ漫画集『神罰』単行本の帯において、手塚るみ子は（表紙絵の吹き出し「お願いです訴えないでください!!」に応える形で）「訴えます!!（怒）」「ライオンキングは許せても田中圭一は許せません!!」という文を寄稿している。田中と手塚るみ子は旧知の仲であり、これは『ライオン・キング』が『ジャングル大帝』に似ていることを前提としたジョークである。『神罰』の増補版である『神罰1.1』には、手塚プロ公認のパロディ作品として「ジャングル小帝」が新たに収録されている。
岡田斗司夫は「良い部分はむしろ積極的にパクるべき」としつつ、「が、僕が問題にしたいのは、ディズニープロがそのことを全面否定していることである。あそこまで似ているのにだ。別に問題はない筈だ。ディズニーの担当一人が日本に来て、原作権をとればいいだけなのだから。日本側がそれを断るとも思えない。なぜそれをしないのか？　答えはただ一つ。ディズニープロは日本のアニメなんか「作品」とは思ってないからだ。ただの「材料」なのだ。」と批判し、ハリウッド作品の日本要素はもう喜べるものではないとした。
ディズニーによる盗作問題は『オリビアちゃんの大冒険』、『アトランティス 失われた帝国』でも発生している。

## テレビ放映
| 回数 | 放送局     | 放送枠             | 放送形態       | 放送日        | 放送時間      | 放送分数 | 視聴率 | 備考                                          |
| ---- | ---------- | ------------------ | -------------- | ------------- | ------------- | -------- | ------ | --------------------------------------------- |
| 1    | フジテレビ | ゴールデン洋画劇場 | 本編ノーカット | 1999年8月21日 |               |          |        | 地上波初放送。 解説：小錦                     |
| 2    | TBS        | 水曜プレミアシネマ | 本編ノーカット | 2012年4月4日  | 21:00 - 22:54 | 114分    |        | 当番組の第一回放送作品。 ナビゲーター：LiLiCo |
| 3    | フジテレビ | 金曜プレミアム     | 本編ノーカット | 2019年7月19日 | 21:00 - 22:52 | 112分    | 6.5%   | リメイク版の公開を記念して放送。              |
| 4    | NHK総合    | プレミアムシネマ   | 本編ノーカット | 2025年2月15日 | 16:30 - 17:59 | 89分     | 2.2%   |                                               |

- 視聴率はビデオリサーチ調べ、関東地区・世帯・リアルタイム。

## ミュージカル
ディズニーが舞台ミュージカルとして制作、1997年11月13日、ニューヨークのニューアムステルダム劇場で初演された。演出を担当した芸術家のジュリー・テイモアは、アフリカン・アートと影絵や文楽といったアジアの伝統芸能を融合し、パペットやマスクを駆使した舞台美術を生み出した。1998年のトニー賞では、最優秀演出賞、最優秀衣裳デザイン賞を受賞。ニューアムステルダム劇場での公演は2006年6月4日まで続き、同月13日からはミンスコフ劇場に舞台を変えて引き続きロングラン公演中。2012年4月8日にブロードウェイライオンキングの興行収入は8億5,384万6,062ドルとなり、それまでトップであった『オペラ座の怪人』の8億5,312万2,847ドルを抜き、ブロードウェイ史上最高記録となった。また2014年9月22日には興行収入6700億円を超え、史上最も成功を収めた娯楽作品となった。なおこれは、ミュージカルのチケットのみの売上で、映画やグッズ販売の売上を含まない。10ヶ国、8カ国語の公演での観客動員数は計7千万人を突破した。
日本でも劇団四季が1998年から東京都港区の劇団四季専用劇場「JR東日本アートセンター四季劇場［春］」などで上演を続けており、連続19年目という前人未到のロングラン記録を樹立している。2001年に、第10回日本映画批評家大賞のミュージカル大賞を受賞した。また2013年3月24日に『ライオンキング』の公演回数は8450回となり、それまで日本国内公演最高記録であった『キャッツ』の記録を塗り替え、2015年7月15日には公演回数10000回を突破した。他にも上演地は、ドイツやオランダ、韓国など8カ国12都市（閉幕した公演地も含む）に広がっている。

### ミュージカルにおける逸話
ミュージカル版『ライオンキング』は大掛かりな舞台装置を使うことでも有名で、その最たるものに高さ4メートルを誇る「プライドロック」がある。王国を象徴する巨大な岩であり、王位や王の権力を示す目的でも使われ、映画でもミュージカルでも観る者の目に非常に強い印象を残す。奈落から迫り出して使うため、当然、奈落収納時は深さ4メートルの奈落が必要になるが、ニューヨーク初演で使用されたニューアムステルダム劇場の奈落には、プライドロックを収納するに足るだけの十分な深さがなかった。そのため、プライドロックを3段に畳んで収納することにした。しかし、たたみ目が段になっているのが外見で分かってしまうため、美術面の点で制作スタッフには不満が残った。
世界で2番目の公演地となった東京、四季劇場［春］での公演では、奈落にプライドロックを収納できる十分な高さを確保できたため、本来考えられていた姿形そのままのプライドロックが製作された。それを見たディズニーの制作スタッフは「これが我々の求めたプライドロックだ」と喜んだという。
こういった舞台装置を使うために、『ライオンキング』を公演する際には劇場の舞台の床の構造や骨組みを一度取り払わねばならない。しかし、このような贅沢な工事が行える劇場は限られており、また費用の面でもツアー公演を行うには大きな課題があった。ツアー公演の需要が高いアメリカでこれを実現させるため、劇場がビルの中にある福岡公演（福岡シティ劇場）では、盆やせりを使わず、プライドロックを小さくして舞台袖から出し入れするなど、大掛かりな工事を伴わない「リニューアル版（ツアー版）」での上演が試みられた。このツアー版公演の成功によって、アメリカでは2002年に「ガゼルツアー」、翌2003年には「チーターツアー」という二つのツアーカンパニーが結成され、全米ツアー公演が実現した。
基本的に、劇場が本来の演出で上演を行えない構造の場合にのみツアー版で上演されるようで、福岡公演閉幕後の名古屋公演（新名古屋ミュージカル劇場、本来の舞台装置を設置できるだけの舞台機構を有していた）では、オリジナル版での上演が行われた。
アメリカでのオリジナルでニューヨークのブロンクス訛りで話される台詞の部分（主にティモンとプンバァ）は、日本版では各上演地の方言（江戸言葉、大阪弁、名古屋弁、博多弁、北海道弁）にそれぞれ「翻訳」された。
とある番組内で、ミュージカル版『ライオン・キング』でスカーを演じていた劇団四季（当時）の俳優が「スカーの左目の傷は幼い頃ムファサにつけられたもの」と語ったことがある。この設定がディズニーによる公式なものなのかは定かではないが、俳優という立場の人間による公の場での発言という点を考慮すれば、信憑性は高いといえる。しかし、アニメ映画でも同様の設定なのかどうかは不明である。
歴史の長いミュージカルであるため、ヤングシンバ役を務めていた子役が成長を経て、ムファサや成長した後のシンバの役を演じることが少なくない。

### 功績
- 1998年 グラミー賞 最優秀キャストアルバム賞
- 1998年 グラミー賞 最優秀ミュージカル賞
- 1998年 NY演劇批評家賞 最優秀ミュージカル賞

### 歴史
劇団四季
- 1998年5月15日 「ライオンキング」日本版製作発表
  - 12月20日 東京公演開幕（四季劇場［春］ こけら落し公演、無期限ロングラン上演、東京初演）
- 1999年4月18日 大阪公演開幕（大阪MBS劇場 こけら落し公演、大阪初演）
- 2000年4月14日 総入場者数100万人突破
  - 9月20日 岡村隆史（ナインティナイン）がフジテレビ『めちゃ×2イケてるッ!』の企画で東京公演に出演
- 2001年1月14日 大阪公演千秋楽（公演期間21カ月、公演回数673回、入場者数約67万人）
  - 4月1日 東京公演入場者数100万人突破（日本最短記録）
  - 4月17日 福岡公演開幕（福岡シティ劇場、福岡初演）
  - 8月18日 東京公演通算公演回数1000回達成（日本最短記録）
- 2003年3月23日 福岡公演千秋楽（公演期間24カ月、公演回数700回、入場者数約70万人）
  - 5月10日 通算公演回数3000回達成（日本最短記録）
  - 6月8日 名古屋公演開幕（新名古屋ミュージカル劇場、名古屋初演）
  - 8月21日 東京公演入場者数200万人突破（日本最短記録）
- 2004年10月23日 通算公演回数4000回達成（日本最短記録）
- 2006年1月9日 名古屋公演千秋楽（公演期間31カ月、公演回数930回、入場者数約85万人）
  - 6月7日 韓国・ソウル公演製作発表
  - 7月30日 通算公演回数5000回達成（日本最短記録）
  - 10月28日 ソウル公演開幕（シャルロッテ劇場、韓国・ソウル初演）
- 2007年7月20日 東京公演通算公演回数3000回達成
  - 10月28日 ソウル公演1周年&千秋楽（公演期間12カ月、公演回数330回、入場者数約22万人）
- 2008年1月6日 福岡公演（第2期）開幕（福岡シティ劇場、福岡凱旋）
  - 10月30日 国内通算公演回数6000回達成（日本最短記録）
  - 12月20日 東京公演10周年達成
- 2009年8月30日 福岡公演（第2期）千秋楽（公演期間約20カ月）
- 2010年9月26日 国内通算公演回数7000回達成（日本最短記録）
- 2011年3月27日 札幌公演開幕（北海道四季劇場、札幌初演）
- 2012年6月26日 国内通算公演回数8000回達成（日本最短記録）
  - 9月8日 札幌公演千秋楽（公演期間約18カ月）
  - 10月28日 大阪公演（第2期）開幕（大阪四季劇場、大阪凱旋）
- 2013年3月24日 国内通算公演回数8450回達成（『キャッツ』を抜き日本最多）
- 2014年1月10日 国内通算公演回数9000回達成
- 2015年4月24日 日本公演総入場者数1000万人突破（大阪公演昼の部にて、日本最多記録）[28]
  - 7月15日 国内通算公演回数10000回達成 [29]
- 2016年5月15日 大阪公演（第2期）千秋楽（公演期間約43カ月）[30][31]
  - 6月5日 東京公演通算6000回を達成 [32]
- 2017年3月5日 札幌公演（第2期）開幕（北海道四季劇場、札幌凱旋）[33]
  - 5月28日 四季劇場［春］の所在する竹芝エリア再開発に伴う同劇場の一時閉館により、東京公演が一旦千秋楽[34]
  - 7月16日 場所を移し東京公演（第2期）開幕（四季劇場［夏］）
- 2018年5月27日 札幌公演（第2期）千秋楽（公演期間約15か月）
- 2019年3月24日 福岡公演（第3期）開幕（キャナルシティ劇場）
- 2020年1月13日 福岡公演（第3期）千秋楽（公演期間約10か月）
  - 3月26日 名古屋公演（第2期）開幕（名古屋四季劇場、名古屋凱旋）
- 2021年6月12日 四季劇場［夏］の所在する大井町エリア再開発に伴う同劇場の閉館により、東京公演（第2期）が千秋楽
  - 9月26日 再度場所を移し東京公演（第3期）開幕（有明四季劇場、こけら落し公演）
- 2022年5月15日 名古屋公演（第2期）千秋楽（公演期間約26か月）

### 日本公演でのオリジナルキャスト
- ラフィキ - 丹靖子
- ムファサ - 早川正
- ザズ - 明戸信吾
- スカー - 下村尊則
- ヤング・シンバ - 伊藤綾祐
- ヤング・ナラ - 伊藤 彩華
- シェンジ - 家本朋子
- バンザイ - 大塚俊
- エド - 長谷川輝
- ティモン - 中嶋徹
- プンバァ - 小林アトム
- シンバ - 坂元健児
- ナラ - 濱田めぐみ

## 関連作品

### テレビアニメ
『ライオン・キングのティモンとプンバァ』
- 1995年10月 - 1999年10月に、トゥーン・シティとウォルト・ディズニー・テレビジョンで全米放送された。
- ティモンとプンバァを主人公にしたスピンオフ作品。

『ライオン・ガード』
- 2016年1月からディズニーチャンネルで全米放送開始し、日本では4月から放送。
- シンバの第2子（実際には第3子）のカイオンが主人公の作品。

### リメイク
『ライオン・キング』
- 2016年9月にディズニーがフルCG映画化を発表。
- 監督はジョン・ファヴローが担当。

『ライオン・キング:ムファサ』
* 上記作品の前日譚。

### ゲーム
ライオン・キング
- 1994年12月9日にスーパーファミコン用ソフトとして発売。販売はヴァージンゲームス。
- シンバを操作してステージをクリアしていく横スクロールアクションゲーム。

## その他
- ストーリーについて製作者達は、シェイクスピアの『ハムレット』、聖書のヨセフとモーセの物語、1942年のディズニーアニメ『バンビ』から影響を受けた（もしくは、題材とした）と語っているが、手塚治虫の『ジャングル大帝』にキャラクター設定が酷似していると批判を受けた。#盗作騒動を参照のこと。
- 『ライオン・キング』がシェイクスピアの『ハムレット』（叔父に対する復讐）を題材にしているのと同様に、続編『ライオン・キングⅡ』はシェイクスピアの『ロミオとジュリエット』（敵対する家庭同士の息子と娘の恋愛）を題材にしている。どちらもディズニーらしく、悲劇に終わらないようストーリーを変更している。
- アニメでプンバァの吹き替えを担当した小林アトムは、劇団四季のミュージカルでもプンバァの日本オリジナルキャストとして出演した。